# Todd Dezago
Todd Dezago (né en 1961) est un scénariste de comics américain. Ses travaux les plus connus sont ceux faits en collaboration avec le dessinateur Mike Wieringo sur The Sensational Spider-Man et leur création Tellos.

## Biographie
Todd Dezago grandit à Rhinebeck et suit des études pour être acteur. Il décide finalement d'être scénariste de bande dessinée. Il commence par travailler sur la série Facteur-X pour Marvel Comics en 1994. Il collabore ensuite avec le dessinateur Mike Wieringo sur The Sensational Spider-Man à partir du numéro 8 publiée de septembre 1996. Ils conçoivent alors ensemble la série d'heroic fantasy Tellos en 1999. Celle-ci connaît dix numéros de mai 1999 à novembre 2000. Les trois derniers sont produits sous le label Gorilla Comics diffusé par Image Comics,. Après l'arrêt de la série principale Tellos, Dezago écrit plusieurs autres histoires courtes dans cet univers.
Chez DC Comics, Dezago crée avec le dessinateur Todd Nauck Young Justice en 1998,. De 1999 à 2002, il scénarise Impulse du numéro 50 au 89. En 2005 il crée avec le dessinateur Craig Rousseau, The Perhapanauts publié par Dark Horse Comics.